# Dinah Pfizenmaier
Dinah Pfizenmaier (Bielefeld, 13 januari 1992) is een tennisspeelster uit Duitsland. Pfizenmaier begon op haar negende met tennis. Haar favoriete ondergrond is gravel. Het is dan ook op Roland Garros 2012 dat zij haar grandslamdebuut maakte, nadat zij het kwalificatietoernooi met succes had doorlopen – in de hoofdtabel versloeg zij nog Française Caroline Garcia, waardoor zij de tweede ronde bereikte. Zij speelt rechtshandig en heeft een tweehandige backhand. Zij was actief in het internationale tennis van 2008 tot en met 2017.

## Loopbaan
In 2008 werd Pfizenmaier in Essen Duits kampioen onder 16. Sinds augustus 2008 speelt zij op ITF-toernooien. In juli 2011 stond zij voor het eerst in een ITF-finale (in de Finse plaats Tampere). Daarmee kreeg zij voor het eerst een notering op de WTA-ranglijst. Al een maand later veroverde zij haar eerste ITF-titel, in Braunschweig, en in september won zij zowel het toernooi van Rotterdam als dat in de Bulgaarse plaats Plovdiv. In oktober 2011 won zij in Israël het toernooi van Netanya. In 2012 werden daaraan toegevoegd: Kaarst (Duitsland) en Phuket (Thailand). In 2013 won zij nog drie ITF-enkelspeltitels, waarmee haar totaal op negen kwam.
In 2012 had zij haar WTA-debuut, op het toernooi van Tasjkent. Haar beste resultaat op de WTA-toernooien is het bereiken van de halve finale, op het toernooi van Taipei in 2013.
Haar beste resultaat op de grandslamtoernooien is het bereiken van de derde ronde, op Roland Garros 2013. Haar hoogste notering op de WTA-ranglijst is de 79e plaats, die zij bereikte in maart 2014.

## Posities op deWTA-ranglijst
Positie per einde seizoen:
| jaar | rang enkelspel | rang dubbelspel |
| ---- | -------------- | --------------- |
| 2011 | 271            | 851             |
| 2012 | 158            | 939             |
| 2013 | 98             | 523             |
| 2014 | 125            | 281             |
| 2015 | 249            | 563             |
| 2017 | 854            | –               |

## Resultaten grandslamtoernooien
| Legenda | Legenda                          |
| ------- | -------------------------------- |
| g.t.    | geen toernooi gehouden           |
| l.c.    | lagere categorie                 |
| –       | niet deelgenomen                 |
| G       | uitgeschakeld in de groepsfase   |
| 1R      | uitgeschakeld in de eerste ronde |
| 2R      | uitgeschakeld in de tweede ronde |
| 3R      | uitgeschakeld in de derde ronde  |
| 4R      | uitgeschakeld in de vierde ronde |
| KF      | uitgeschakeld in de kwartfinale  |
| HF      | uitgeschakeld in de halve finale |
| F       | de finale verloren               |
| W       | het toernooi gewonnen            |
| w-v     | winst/verlies-balans             |

### Enkelspel
| toernooi        | 2012 | 2013 | 2014 | 2015 |
| --------------- | ---- | ---- | ---- | ---- |
| Australian Open | –    | –    | 1R   | –    |
| Roland Garros   | 2R   | 3R   | 2R   | 1R   |
| Wimbledon       | –    | –    | 1R   | –    |
| US Open         | –    | 1R   | –    | –    |